# Fortnight
Singles de Taylor Swift
Is It Over Now?
(2023) I Can Do It with a Broken Heart
(2024)
Singles par Post Malone
Pickup Man
(2023) I Had Some Help
(2024)
Fortnight  est une chanson interprétée par la chanteuse et autrice-compositrice Taylor Swift avec la participation du rappeur américain Post Malone. Les deux artistes l'ont écrite avec Jack Antonoff qui l'a produite avec Taylor Swift. Republic Records l'a sortie comme le premier single du onzième album de la chanteuse The Tortured Poets Department. Le mot anglais Fortnight désigne une période de 14 jours et nuits (soit deux semaines).
Fortnight est une ballade sentimentale downtempo electropop et synth-pop avec une ligne de basse au synthétiseur.
Dans les paroles, le personnage de Taylor Swift qui est dans un mariage malheureux, devient voisin avec un ex-amant qui est également marié. Les journalistes et critiques musicales étaient divisés sur la chanson ; certains critiques ont loué l'apparition de Post Malone, mais d'autres ont jugé Fortnight peu inventif pour le talent artistique de Taylor. Le single a battu le record de la diffusion journalière la plus élevée pour une chanson sur la plateforme de streaming Spotify.

## Clip
Fortnight est accompagné par un clip réalisé par Taylor Swift, dévoilé simultanément avec le single. Il met en vedette Taylor Swift, Post Malone et les acteurs Ethan Hawke et Josh Charles qui ont joué dans le film Le Cercle des poètes disparus. Filmé en en noir et blanc (en concordance avec l'esthétique visuelle de l'album), le clip alterne des scènes montrant la chanteuse dans un hôpital psychiatrique et de Taylor Swift et Post Malone en amants. On peut notamment observer dans le clip des Easters eggs de la chanteuse comme la robe blanche au début du clip, ressemblant à celle portée lors des Grammy Awards. 
La presse décèle dans le clip de nombreuses références au cinéma muet.

## Classements hebdomadaires
| Classement (2024)                       | Meilleure place |
| --------------------------------------- | --------------- |
| Allemagne (GfK Entertainment)           | 2               |
| Australie (ARIA)                        | 1               |
| Autriche (Ö3 Austria Top 40)            | 2               |
| Belgique (Flandre Ultratop 50 Singles)  | 4               |
| Belgique (Wallonie Ultratop 50 Singles) | 24              |
| Canada (Hot 100)                        | 1               |
| Danemark (Tracklisten)                  | 2               |
| Espagne (PROMUSICAE)                    | 16              |
| États-Unis (Hot 100)                    | 1               |
| Finlande (Suomen virallinen lista)      | 17              |
| France (SNEP)                           | 19              |
| Irlande (Irish Singles Chart)           | 2               |
| Italie (FIMI)                           | 22              |
| Norvège (VG-lista)                      | 4               |
| Nouvelle-Zélande (RMNZ)                 | 1               |
| Pays-Bas (Single Top 100)               | 8               |
| Portugal (AFP)                          | 2               |
| Royaume-Uni (UK Singles Chart)          | 1               |
| Suède (Sverigetopplistan)               | 4               |
| Suisse (Schweizer Hitparade)            | 31              |